# Сподње Лаже
Сподње Лаже (словен. Spodnje Laže) су насељено место у општини Словенске Коњице, Савињска регија, Словенија.

## Историја
До територијалне реорганизације у Словенији биле су у саставу старе општине Словенске Коњице.

## Становништво
У попису становништва из 2011. године, Сподње Лаже су имале 141 становника.
| Број становника према пописима | Број становника према пописима | Број становника према пописима |
| ------------------------------ | ------------------------------ | ------------------------------ |
| 1991                           | 2002                           | 2011                           |
| 150                            | 138                            | 141                            |